# Noel Davern
Michael Christopher Noel Davern (irl. Nollaig Ó Dobharáin; ur. 24 grudnia 1945 w Cashel, zm. 27 października 2013 w Waterford) – irlandzki polityk, wieloletni poseł do Dáil Éireann, poseł do Parlamentu Europejskiego I kadencji, od 1991 do 1992 minister edukacji.

## Życiorys
Kształcił się m.in. w koledżu franciszkańskim w Gormanston. W młodości pracował jako grabarz i sprzedawca, prowadził także gospodarstwo rolne. Zaangażował się w działalność polityczną w ramach Fianna Fáil. W 1969 po raz pierwszy wybrany do Dáil Éireann w okręgu Tipperary South, który wcześniej reprezentowali jego ojciec Michael i zmarły w 1968 brat Don. Mandat sprawował przez trzy kadencje do 1981. W 1979 wybrano go do Parlamentu Europejskiego, w którym zasiadał do 1984, działając w Europejskich Postępowych Demokratach. W 1987 powrócił do niższej izby parlamentu, której członkiem był przez pięć kolejnych kadencji do 2007. Od listopada 1991 do lutego 1992 pełnił funkcję ministra edukacji w rządzie Charlesa Haugheya. Od lipca 1997 do czerwca 2002 zajmował niższe stanowisko rządowe ministra stanu w resorcie rolnictwa i żywności. Od 2002 do 2007 zasiadał w Zgromadzeniu Parlamentarnym Rady Europy.
Był żonaty z Anne Marie, miał troje dzieci.